# Nocturama
Nocturama är det tolfte studioalbumet av Nick Cave and the Bad Seeds. Det släpptes 2003.
Efter detta album lämnade Blixa Bargeld The Bad Seeds. Han själv säger att det främst var för att kunna ägna mer tid åt sitt eget arbete med Einstürzende Neubauten, även om han menade att arbetet med Nick inte längre var så givande som det tidigare varit. Vissa menar att det var för att Nocturama var ett så - enligt dem - dåligt album.

## Låtlista
Samtliga låtar skrivna av Nick Cave
1. "Wonderful Life" - 6:50
2. "He Wants You" - 3:31
3. "Right Out of Your Hand" - 5:15
4. "Bring It On" - 5:23
5. "Dead Man in My Bed" - 4:41
6. "Still in Love" - 4:44
7. "There Is a Town" - 4:59
8. "Rock of Gibraltar" - 3:00
9. "She Passed by My Window" - 3:20
10. "Babe, I'm on Fire" - 14:46

## Medverkande artister
- Nick Cave (sång, piano, hammondorgel)

The Bad Seeds:
- Mick Harvey (gitarr, orgel, basgitarr, slagverk, bakgrundssång)
- Blixa Bargeld (gitarr, bakgrundssång)
- Warren Ellis (fiol)
- Martyn P. Casey (basgitarr)
- Thomas Wydler (trummor, slagverk, bakgrundssång)
- Jim Sclavunos (trummor, slagverk, bakgrundssång)

Övriga:
- Chris Bailey (sång)

## B-sidor
Bring It On släpptes med Shoot Me Down och Swing Low som b-sidor. Videon gjordes av John Hillcoat.
He Wants You/Babe, I'm On Fire har Little Ghost Song och Everything Must Converge som b-sidor. Rock of Gibraltar finns i sällsynt pressning med Nocturama som b-sida.
Little Ghost Song kom till i studion då musiken till Still in Love råkade spelas samtidigt med sången till Right Out of Your Hand. Enligt Nicks utsago blev bandet "dumbstruck by the beauty of it".